# Wille Karhumaa
Wille Karhumaa (* 7. Juni 2000 in Oulu) ist ein finnischer Nordischer Kombinierer.

## Werdegang
Karhumaa, der für den Ounasvaara Skiclub startet, gab sein internationales Debüt am 16. Januar 2016 im heimischen Ruka im Continental Cup, verpasste allerdings die Punkteränge. Bei den Olympischen Jugend-Winterspielen 2016 in Lillehammer einen Monat später belegte er den achten Rang. Auch bei den Nordischen Junioren-Skiweltmeisterschaften 2016 in Râșnov zeigte er eine gute Leistung und erreichte im Gundersen-Einzel über 10 Kilometer den dreizehnten sowie im Sprint über 5 Kilometer den 24. Platz. Gemeinsam mit Atte Korhonen, Mikko Hulko und Eero Hirvonen gewann er zudem die Bronzemedaille mit der Staffel.
Etwa ein Jahr nach seinem Continental-Cup-Debüt erreichte Karhumaa erneut in Ruka erstmals die Punkteränge. Sein bestes Saisonergebnis erzielte er dabei Ende Januar 2017 mit dem dreizehnten Platz in Otepää. In der Continental-Cup-Gesamtwertung reichte es für dreißig Punkte und den 66. Platz. Bei den Nordischen Junioren-Skiweltmeisterschaften 2017 in Park City reihte sich Karhumaa in den mittleren Positionen ein und auch mit dem Team schnitt er als Vierter im Vergleich zum Vorjahr schlechter ab.
Den Winter 2017/18 durfte Karhumaa im finnischen Weltcup-Team beginnen. Bei seinem Debüt in Ruka belegte er den 33. Platz und auch bei der zweiten Station in Lillehammer reichte es nicht für die ersten Weltcup-Punkte. Daher trat Karhumaa in den folgenden Wochen wieder im Continental-Cup an, ehe er Anfang Februar 2018 zum dritten Mal an Nordischen Junioren-Skiweltmeisterschaften teilnahm. Allerdings belegte er in Kandersteg nur den 41. Platz im Sprint und wurde mit der Staffel lediglich Sechster.
Im Sommer 2018 debütierte Karhumaa in Oberwiesenthal im Grand Prix, konnte jedoch bei allen drei Auftritten keine Punkte sammeln. Im Continental-Cup 2018/19 erreichte er konstant die Punkteränge, blieb jedoch auch in dieser unterklassigen Wettkampfserie der Spitze fern. Dies wurde auch bei den Nordischen Junioren-Skiweltmeisterschaften 2019 in Lahti deutlich, als er im Sprint mit deutlichem Rückstand ins Ziel kam und sich mit dem 23. Platz zufriedengeben musste.
Zu Beginn des Winters 2019/20 gewann Karhumaa seine erste Medaille bei den finnischen Meisterschaften in Rovaniemi. Eine Woche später war er Teil des finnischen Teams zum Saisonauftakt des Weltcups in Ruka. Nachdem er bei den ersten beiden Wettkämpfen noch die Punkteränge verpasst hatte, gewann er beim abschließenden Wettkampf der Ruka Tour von der Rukatunturi-Schanze und über zehn Kilometer nach einer starken Laufleistung seine ersten fünf Weltcup-Punkte.

## Persönliches
Er ist der Bruder des Nordischen Kombinierers Waltteri. Momentan wohnt er in Rovaniemi.

## Erfolge

### Continental-Cup-Siege im Einzel
| Nr. | Datum           | Ort         | Disziplin               |
| --- | --------------- | ----------- | ----------------------- |
| 1.  | 21. Januar 2024 | Klingenthal | Gundersen Normalschanze |

## Statistik

### Platzierungen bei Weltmeisterschaften
| Jahr und Ort    | Wettbewerb | Wettbewerb | Wettbewerb | Wettbewerb |
| Jahr und Ort    | Einzel NS  | Einzel GS  | Team       | Mixed-Team |
| --------------- | ---------- | ---------- | ---------- | ---------- |
| 2021 Oberstdorf | 36.        | —          | —          | —          |
| 2025 Trondheim  | 24.        | 26.        | 04.        | —          |

### Weltcup-Platzierungen
| Saison  | Platz | Punkte |
| ------- | ----- | ------ |
| 2019/20 | 46.   | 009    |
| 2023/24 | 44.   | 067    |
| 2024/25 | 47.   | 084    |

### Continental-Cup-Platzierungen
| Saison  | Platz | Punkte |
| ------- | ----- | ------ |
| 2016/17 | 66.   | 030    |
| 2017/18 | 57.   | 056    |
| 2018/19 | 38.   | 096    |
| 2020/21 | 26.   | 138    |
| 2023/24 | 17.   | 373    |